# Équipe du Kenya féminine de handball
 (juin 2023).
Si vous disposez d'ouvrages ou d'articles de référence ou si vous connaissez des sites web de qualité traitant du thème abordé ici, merci de compléter l'article en donnant les références utiles à sa vérifiabilité et en les liant à la section « Notes et références ».
L'équipe du Kenya féminine de handball est la sélection nationale représentant le Kenya dans les compétitions internationales de handball féminin.
La sélection est sixième des Jeux africains de 1987 à Nairobi, septième des Jeux africains de 2011 à Maputo, huitième des Jeux africains de 2003 à Maputo et des Jeux africains de 2007 à Alger, dixième des Jeux africains de 2015 à Brazzaville et des Jeux africains de 2019 à Casablanca.
Elle est dixième du Championnat d'Afrique des nations féminin de handball 2021.